# Clavelina baudinensis
Clavelina baudinensis är en sjöpungsart som beskrevs av Kott 1957. Clavelina baudinensis ingår i släktet Clavelina och familjen klungsjöpungar. Inga underarter finns listade i Catalogue of Life.